# Огюст Жіру
Огюст Жіру (фр. Auguste Giroux; 29 липня 1874, Шатонеф-сюр-Луар — 9 серпня 1953, Портель-де-Корб'єр) — французький регбіст, олімпієць, медаліст. Огюст здобув золотий медаль в турнірі регбі на літніх Олімпійських іграх 1900 року в Парижі. Чемпіон Франції в 1900 і 1902 роках.

## Спортивна кар'єра
Під час спортивної кар'єри, репрезентував клуб Стад Франсе, з яким здобув чемпіонат Франції в 1893, 1895 і 1901, а також виступив в фіналі в 1899 році.
Разом із іншими паризькими спортсменами взяв участь у змаганнях з регбі на літніх Олімпійських іграх 1900. Взяв участь в одному змаганні — 28 жовтня, коли команда Франції отримала перемогу над Великою Британією з рахунком 27:8. Вигравши два найважливіші поєдинки, Франція отримала золоту медаль.